# Peter Frederick Yeo
Peter Frederick Yeo (30 de marzo de 1929 , Kingston upon Thames - 2010) fue un botánico inglés .
Fue especialista en taxonomía del género Geranium. Trabajó como taxónomo, y bibliotecario en el Jardín Botánico de la Universidad de Cambridge, y como profesor.

## Algunas publicaciones
- 2005. Hardy Geraniums. Ed. Batsford. 218 pp. ISBN 0-7134-8928-6

- 2004. The morphology and affinities of Geranium sections Lucida and Unguiculata. Bot. J. of the Linnean Soc. 144: 409–429

- 2003a. The taxonomic and conservation status of Geranium purpureum (Little-Robin) subsp. forsteri. BSBI News 93: 30–33

- 2003b. The typification and correct citation of the name Geranium purpureum Vill. subsp. forsteri (Wilmott)

H.G.Baker. Watsonia 24: 533–535
- 1988. Freiland-Geranien für Garten und Park. Ed. Eugen Ulmer Verlag. Stuttgart. 235 pp. ISBN 3-8001-6362-4

- 1987. X Solidaster: an intergeneric hybrid [Compositae]. 6 pp.

- 1976. A partial account of Euphrasia in Turkey and the Caucasus. 47 pp.

- 1973. Geranium procurrens (Geraniaceae). 5 pp.

- 1971. Cultivars of Bergenia [Saxifragaceae] in the British Isles. 17 pp.

- 1970. New names in Helichrysum and Felicia (Compositae). Edición reimpresa. 946 pp.

## Honores

### Epónimos
, Especies
- (Geraniaceae) Geranium yeoi Aedo & Muñoz Garm.[2]

- La abreviatura «Yeo» se emplea para indicar a Peter Frederick Yeo como autoridad en la descripción y clasificación científica de los vegetales.[3]